# Shefa

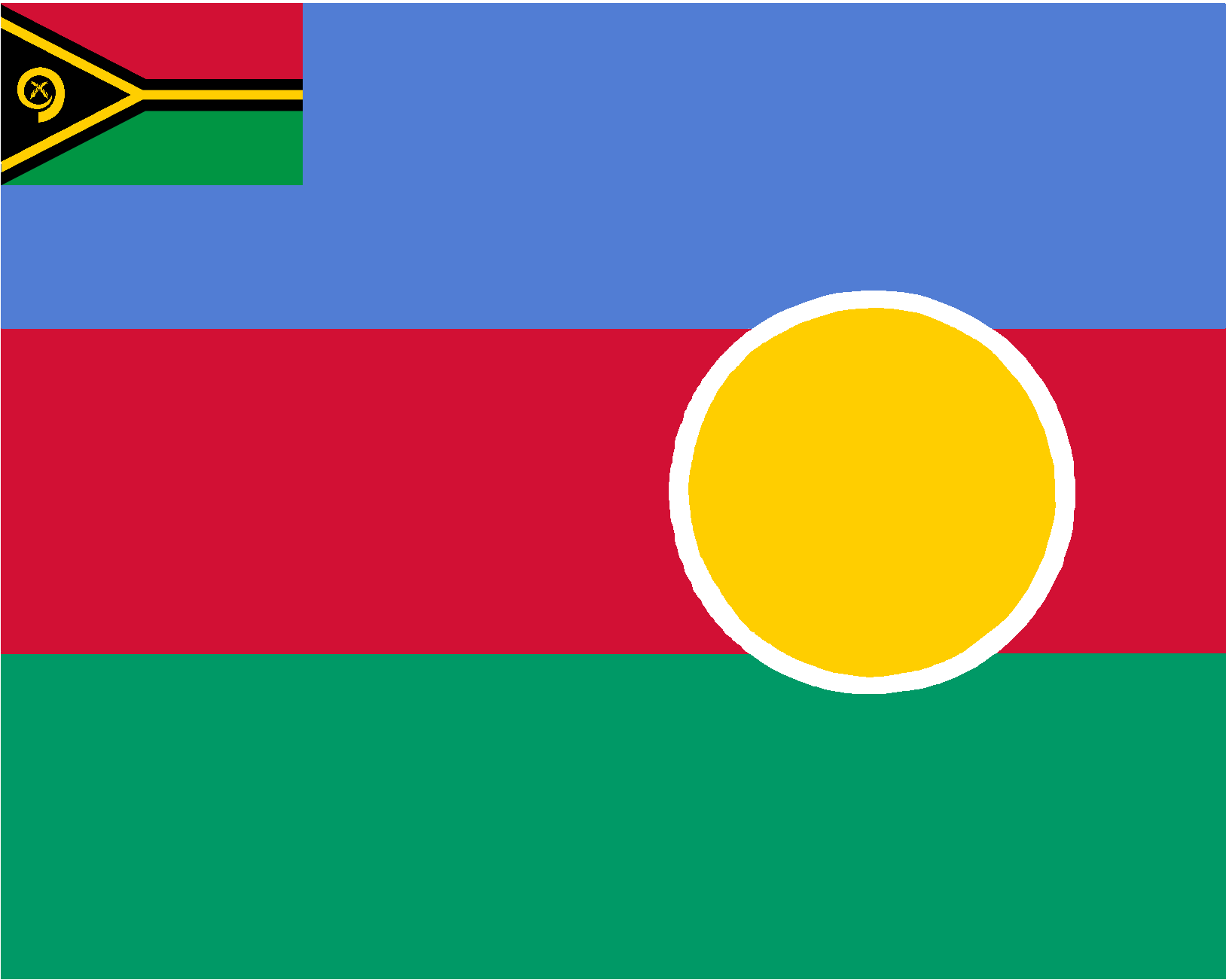
Bandeira

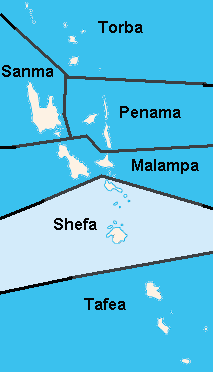
Shefa

Shefa é uma província de Vanuatu, inclui as ilhas de Epi, Éfaté e Shepherd. Tem uma população de 45 280 habitantes e uma superfície de 1,455 km²;. Sua capital é Porto Vila, que é também a principal cidade da nação.